# أرينا فيدوروفتسيفا
أرينا فيدوروفتسيفا (مواليد 19 يناير 2004) هي لاعبة كرة طائرة روسية تلعب في نادي فنربخشة.